# Giorgio Fattori
Giorgio Fattori (Roma, 17 aprile 1924 – Milano, 22 settembre 2007) è stato un giornalista e scrittore italiano.

## Biografia
Nato a Roma, iniziò a lavorare nel mondo del giornalismo quando, ancora iscritto alla facoltà di Lettere moderne, aveva accettato di ricoprire il ruolo di cronista al seguito di vari eventi sportivi per La Gazzetta dello Sport nel 1942. I suoi primi scritti spaziano tra vari tipi di sport, tra cui calcio, canottaggio e ciclismo. Nel 1948 lascia il lavoro di inviato e si trasferisce a Milano per divenire direttore di Sport Illustrato.
Nel 1957 gli viene assegnato il posto di caporedattore de L'Europeo. L'anno seguente ne diviene direttore, incarico che svolge sino al 1966; impronta la testata a dare maggior risalto alla cronaca e alla cultura. 
Poi passa a La Stampa.
È tra i primi in Italia a seguire, come inviato del quotidiano torinese, i gravi eventi politici che accadevano in Cina ricavandone un libro, L'ABC della Cina d'oggi (1967).
Nominato vicedirettore del quotidiano romano Il Messaggero, vi lavora dal 1972 al 1973; è, in seguito, anche dirigente del gruppo Bompiani-Sonzogno-Fabbri. Il 6 novembre 1978 diviene direttore de La Stampa per desiderio di Gianni Agnelli: il quotidiano torinese versa in una difficile situazione economica. Durante la sua direzione opera numerosi ammodernamenti al giornale, sia sul piano editoriale che contenutistico: sono aggiunti vari inserti e sono trattati più da vicino i fatti di cronaca e di politica. Quando lascia la direzione (il 10 febbraio 1986), La Stampa è tornata ad essere uno dei principali quotidiani italiani.
Successivamente, diviene dapprima amministratore delegato (dal 1986 al 1992) e in seguito presidente (1989-1994) del gruppo editoriale Rizzoli-Corriere della Sera..
Muore nel settembre 2007, in seguito a una malattia che lo aveva accompagnato per diversi anni.

## Opere
- Canottaggio, Sperling & Kupfer, 1955,  p. 140.
- L'ABC della Cina d'oggi, Longanesi, 1967,  p. 214.